# Ризванов, Магомед Джабраилович
Магомед Джабраилович Ризванов (23 августа 1995) — российский и азербайджанский дзюдоист и самбист, призёр чемпионата Азербайджана по дзюдо, Мастер спорта России.

## Спортивная карьера
Является воспитанником махачкалинской СДЮСШОР по единоборствам, тренировался у Руслана Гамзатова. В начале октября 2016 года в Кстово стал бронзовым призёром Кубка России по боевому самбо. В середине февраля 2017 года в Махачкале одержал юниорском первенстве Дагестана по дзюдо памяти воинов-интернационалистов. 6 апреля 2017 года ему было присвоено звание мастер спорта России по самбо. В апреле 2018 года в Томске завоевал бронзовую медаль студенческого чемпионата России по самбо. В ноябре 2018 года в Баку стал бронзовым призёром чемпионата Азербайджана по дзюдо. В апреле 2019 года в Нижнем Новгороде, победив в финале Алана Тедеева из Армавира, он выиграл чемпионат России по самбо среди студентов.

## Спортивные результаты
- Чемпионат Азербайджана по дзюдо 2018 — ;

## Личная жизнь
Является выпускником Дагестанского государственного университета.